# MSX
 (octobre 2015).
Si vous disposez d'ouvrages ou d'articles de référence ou si vous connaissez des sites web de qualité traitant du thème abordé ici, merci de compléter l'article en donnant les références utiles à sa vérifiabilité et en les liant à la section « Notes et références ».
Le MSX est un standard de micro-ordinateurs à vocation domestique (grand public) d’origine japonaise, qui date des années 1980. Contrairement à la plupart des ordinateurs de l’époque, les MSX ont été produits par divers fabricants. Ils étaient compatibles entre eux, aussi bien pour le matériel que pour les logiciels. Plusieurs versions du standard se sont succédé.

## Description
Le sigle MSX ne désigne pas MicroSoft eXtension, mais Machines with Software eXchangeability selon Kazuhiko Nishi, initiateur du projet. Le standard est créé en 1983 et produit par de nombreuses sociétés nippones comme Canon, Casio, Panasonic, Sanyo, Sony, Toshiba ou Yashica. Le japonais Yamaha a notamment produit des MSX à vocation musicale dont une version MSX1 avec un processeur sonore huit voix et des connecteurs DIN à la norme MIDI. En Europe, Philips ou Schneider ont été présents sur la scène MSX.
Le standard MSX est inventé à la suite d'un appel d'offres de la part du METI qui désirait que les ordinateurs soient compatibles entre eux (à l’époque chaque marque/modèle d'ordinateur avait son propre langage et son propre système d'exploitation). Microsoft répond à l’appel pour développer les couches logicielles : langage de programmation interprété MSX-Basic intégré en standard dans une mémoire ROM et système d’exploitation MSX-DOS 1. Plus tard, le MSX-DOS 2 est développé par ASCII, ajoutant entre autres les notions de répertoires (et sous-répertoires), de partitions de disques durs SCSI.
Les MSX avaient des particularités « nationales » : la version commercialisée au Japon était équipée d'un clavier QWERTY/Kanji. En France, la plupart possédait un clavier AZERTY. Une version supportant la langue arabe a été commercialisée par la société Al Alamia. Cette déclinaison portait le nom de Sakhr (« roche » en arabe).
Les MSX2 de Sony possédaient une souris et un bureau (interface) graphique.
Il y a eu quatre générations de MSX : les MSX (ou MSX1), les MSX2, les MSX2+ et les MSX turbo R. Ils ont été très populaires au Japon et en Europe, surtout à l’époque du MSX1. Le MSX2+ est commercialisé en Europe grâce à quelques rares importateurs en France, en Espagne et aux Pays-Bas. Le MSX turbo R est encore plus rare en Europe, car produit uniquement par la firme Panasonic et réservé exclusivement au marché japonais. Cependant, il existe une extension pour MSX1 permettant de l'utiliser comme un MSX2, le NEOS.[réf. souhaitée]

## Caractéristiques principales
- Microprocesseur Zilog Z80 de 8 bits.
- Il incorporait des processeurs supplémentaires pour les graphismes et le son, assimilant les fonctionnalités audiovisuelles de l'ordinateur à celles des consoles de jeux vidéo.
- C'était le premier système informatique domestique ne dépendant pas d'une seule marque : plusieurs entreprises ont rendu les ordinateurs compatibles avec la norme MSX.
- Il incorporait un environnement de programmation: MSX BASIC 1.0 (de Microsoft) et les versions ultérieures.
- De plus, il supportait le système d'exploitation du disque: MSX-DOS, en différentes versions, compatible au niveau fichier avec le célèbre MS-DOS pour IBM PC (tous deux de Microsoft). MSX-DOS pourrait exécuter (parfois avec le besoin de beaucoup de doigté) des programmes CP/M, donnant accès à une vaste bibliothèque de logiciels professionnels et de gestion existants.
- Il avait un emplacement pour cartouche mémoire, pour charger des jeux, des programmes ou même des extensions de mémoire et des périphériques. La "cartouche" était connectée au bus de données, contrôle, adresses de la machine, ce qui la rendait très flexible.
- Dans sa version MSX-I, il était livré avec un connecteur pour lecteur / enregistreur de cassette. Quelle était la manière de charger des programmes et d'enregistrer des données.
- Un lecteur de disque peut être connecté via une "cartouche". Ces derniers temps, il prend en charge la connexion de disques durs et de CD-ROM avec interface IDE et SCSI. Comme exemple d'adaptation aux nouvelles technologies, il existe [Quand ?] également un adaptateur IDE pour utiliser les cartes CompactFlash dans n'importe quel MSX2 ou supérieur, ayant ainsi un système de stockage robuste, portable et silencieux, sans oublier d'oublier d'utiliser une source. alimentation externe AT à l'ordinateur.
- L'ordinateur avait une connexion pour un moniteur (couleur ou monochrome vert, très courant à l'époque) et une sortie de télévision.
- Il existe plusieurs versions de cette norme: MSX1, MSX2, MSX2 + et MSX turbo R, qui ont considérablement augmenté leur puissance et leur capacité. Le dernier en date, le MSX turbo R était équipé d'un processeur RISC 16 bits compatible Z80 : le R800.

## Les normes

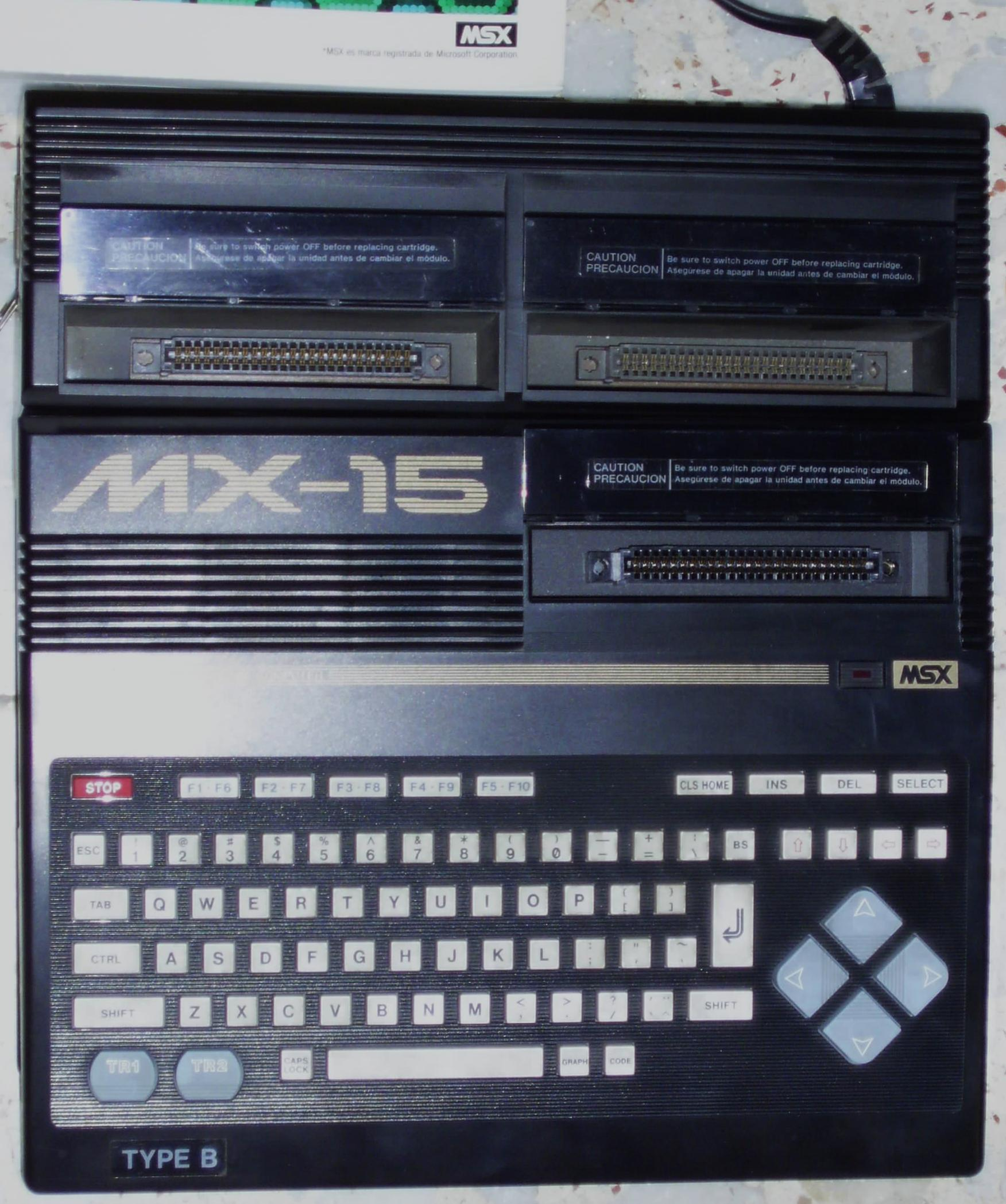
MSX Casio.

### MSX1

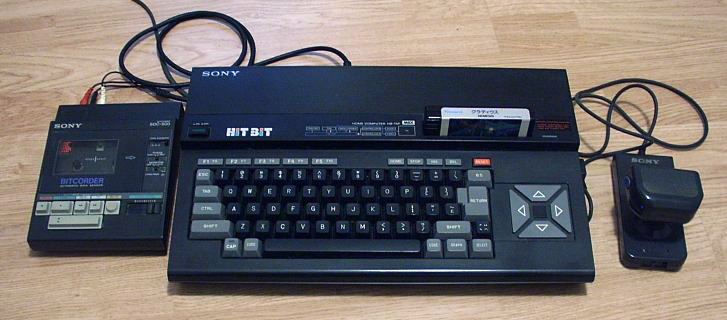
Un MSX1 fabriqué par Sony.

La norme MSX1 est définie à partir d’une machine existante, le Spectravideo 318 :
- microprocesseur Z80 cadencé à 3,58 MHz ;
- ROM : 32 Ko contenant MSX BASIC 1.0 ;
- mémoire vive : 8 à 64 Ko de RAM ;
- Processeur vidéo Texas Instruments TMS9918 ;
  - mémoire vidéo : 16 Kio ;
  - Texte en 40 × 24 ou 32 × 24, graphismes en 64 × 48 pixels ou 256 × 192 pixels,
  - 16 couleurs dont 2 noirs, dont un utilisé pour la transparence, contrainte de 2 couleurs par ligne de 8 pixels pour tous les modes ;
  - Sprites : 32, 1 couleur, avec un maximum de 4 par ligne horizontale ;
- Processeur sonore General Instruments AY-3-8910
  - Processeur AY-3-8910 son sur 3 voix, 8 octaves.

### MSX2
En 1985, la norme MSX2 est définie :
- microprocesseur Z80 à 3,58 MHz ;
- ROM : 48 Kio contenant MSX BASIC 2.0 ;
- RAM : 64 Kio minimum ;
- processeur vidéo : Yamaha V9938 ;
  - mémoire vidéo : 64 Kio minimum,
  - graphismes jusqu’en 512 × 212 pixels en 16 couleurs parmi 512 (Screen 5), ou 256 x 212 en 256 couleurs codés sur 8 bits au format RRRVVVBB (Screen 8)
  - fonctions accélératrices matérielles intégrées de scrolling (défilement) vertical, de copie et remplissage de zones ;
- Processeur AY-3-8910 son sur 3 voix, 8 octaves

On peut citer comme célèbres MSX2 : le Sony HB-F 700-F (deux cartouches et un lecteur de disquettes) ainsi que le Philips VG-8235 (deux cartouches et un lecteur de disquettes 360 Ko). Mais aussi les MSX2 Sony HB-G 900 et Philips NMS 8280. Ces deux ordinateurs étaient orientés vidéo (numérisation, retouche, titrage, etc.).
NB : il existait pour ce standard, une cartouche d’extension sonore à 8 canaux et une bibliothèque sonore, cette cartouche nommée FM-PAC était compatible avec plusieurs jeux MSX de différents éditeurs. On peut également citer le Music Module de Philips, cartouche avec prises MIDI et connecteurs RCA, pour laquelle un clavier externe (piano) était disponible en option.

### MSX2+

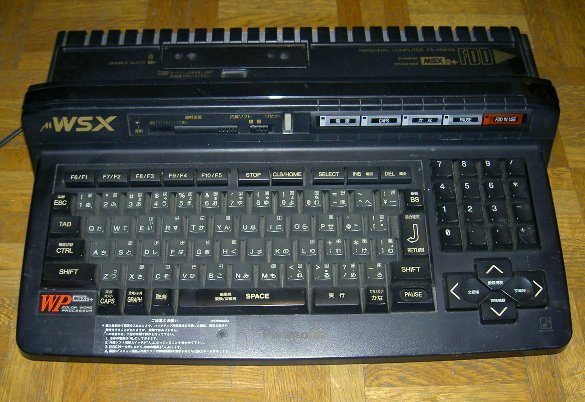
Un MSX2+ FS-A1WSX.

En 1988, la norme MSX2+ a été définie :
- microprocesseur Z80 à 3,58 MHz (ainsi que des versions cadencées à 5,37 MHz) ;
- ROM : 48 Kio contenant MSX BASIC 3.0 ;
- RAM : 64 Kio minimum ;
- processeur vidéo : Yamaha V9958 ;
  - mémoire vidéo : 128 Kio minimum,
  - graphismes jusqu’en 512 × 212 pixels en 16 couleurs parmi 512 (Screen 5), 256 x 212 en 256 couleurs codés sur 8 bits au format RRRVVVBB (Screen 8), 256 × 212 en 12 499 couleurs + palette de 16 couleur au format YJK + YAE (Screen 10 et 11), ou 256 × 212 en 19 268 couleurs au format YJK (Screen 12)
  - fonctions accélératrices matérielles intégrées de scrolling (défilement) vertical et horizontal, de copie et remplissage de zones, etc. ;
- processeur audio : son sur 3 voix, 8 octaves via AY-3-8910 (PSG) ;
  - en option : Yamaha YM2413 (OPLL) (MSX-Music), offrant une extension à 9 canaux FM

### MSX turbo R
En 1990, la norme MSX turbo R a été définie :
- microprocesseur R800 à 7,16 MHz ;
- microprocesseur Z80 à 3,58 MHz assurant la compatibilité avec les anciens logiciels
- ROM ou BIOS : 96 Kio contenant MSX BASIC 4.0 ;
- RAM : 256 Kio (FS-A1ST) ou 512 Kio (FS-A1GT) ;
- processeur vidéo : Yamaha V9958 ;
  - mémoire vidéo : 128 Kio minimum,
  - graphismes jusqu’en 512 × 212 pixels en 16 couleurs parmi 512 (Screen 5), 256 x 212 en 256 couleurs codés sur 8 bits au format RRRVVVBB (Screen 8), 256 × 212 en 12 499 couleurs + palette de 16 couleur au format YJK + YAE (Screen 10 et 11), ou 256 × 212 en 19 268 couleurs au format YJK (Screen 12)
  - fonctions accélératrices matérielles intégrées de scrolling (défilement) vertical et horizontal, de copie et remplissage de zones, etc. ;
- le son est pris en charge par plusieurs composants :
  - AY-3-8910 (PSG) offrant le son sur 3 voix, 8 octaves (présent pour des raisons de compatibilité),
  - Yamaha YM2413 (OPLL) (MSX-Music), offrant une extension à 9 canaux FM,
  - PCM pour un son « MSX-Audio » mono-canal, 8 bits, à maximum 16 kHz,
  - Microphone intégré.

### Clones et dérivés
En Corée du Sud, Daewoo a fabriqué une gamme de consoles compatibles avec les logiciels et périphériques MSX. Ces consoles étaient regroupées sous la marque Zemmix (en) et n'étaient pas couvertes par la norme, elles n'affichent donc pas le logo MSX. Les Zenmix ont continué à être fabriqués jusqu'en 2020 et les derniers modèles sont basés sur une carte Raspberri Pi avec des circuits supplémentaires pour pouvoir connecter les périphériques MSX d'origine, y compris le logiciel de la cartouche.
En 2006, ASCII a autorisé un nouveau modèle MSX appelé 1chipMSX et basé sur une carte FPGA. Le système n'était compatible qu'avec les ordinateurs MSX2, bien qu'une mise à jour ait été publiée ultérieurement pour l'étendre à MSX2 +.
En 2019, un groupe de fans a développé le MSX Mini Replica[réf. nécessaire]. Il s'agit d'une reproduction à l'échelle 1:2 du Philips VG-8020 compatible avec les logiciels du MSX, MSX2, MSX2+ et turbo R. Il intègre 2 ports USB, une sortie vidéo HDMI et utilise en interne le même hardware que le C64 Mini. En connectant un périphérique supplémentaire, appelé MSX Player, vous pouvez jouer à des jeux originaux sur cartouche ROM.
Le MSXVR est un ordinateur sorti en 2020 et compatible avec la famille d'ordinateurs MSX. Comme le dernier Zenmix, il est également basé sur une carte Raspberri Pi avec des circuits supplémentaires pour connecter les périphériques MSX d'origine.

## Quelques jeux célèbres
- Aleste et Aleste 2
- Antarctic Adventure et Penguin Adventure
- Eggerland Mystery
- F1-Spirit et F1-Spirit 3D Special
- Golvellius
- Gradius (Nemesis 1, 2, 3) et Salamander
- Greatest Driver
- Hydlide 1, 2, 3
- Hyper Sports 1, 2, 3
- King Kong 2
- Knight Lore
- Knightmare et The Maze of Galious
- Laydock, Laydock 2 et Super Laydock
- Metal Gear et Metal Gear 2: Solid Snake
- Parodius
- Penguin Adventure
- Puyo Puyo
- Road Fighter
- Samourai (Ganbare Goemon)
- Space Manbow
- S.D. Snatcher
- Tawaracoon
- The Goonies
- Treasure of USAS
- Thexder
- Undeadline
- Vampire Killer
- Vigilante
- Yie Ar Kung-Fu et Yie Ar Kung-Fu II
- Zanac, Zanac Ex et Zanac Metallica

## Émulation
Les ordinateurs MSX font partie des plates-formes les plus émulées aujourd’hui. Des versions existent sur la plupart des plates-formes, y compris les téléphones mobiles.[réf. nécessaire]
Une grande partie des émulateurs MSX est basée sur le code du pionnier fMSX, un émulateur portable créé par le russe Marat Fayzullin. La licence du code source de fMSX n’étant pas libre, de nombreux émulateurs ont supprimé dans leurs dernières versions le code qui émule le Z80 de Fayzullin pour éviter tout problème légal. Il existe également une version pour Mac.x
BlueMSX est considéré comme le meilleur émulateur MSX pour plate-forme Windows par les sites spécialisés,. Il est disponible sur le site blueMSX.
openMSX est un émulateur multiplateforme (Unix, Windows, Wii, Dingoo A320, etc.) open-source. Sa rapidité, sa qualité d’émulation et ses possibilités de paramétrage le placent à un niveau équivalent à BlueMSX du point de vue de la qualité. Son principal avantage est qu’il n’est pas lié à un système d’exploitation. Il est disponible sur le site officiel openMSX.
En 2001, Kazuhiko Nishi, inventeur du standard MSX, a amorcé une renaissance du MSX autour d’un émulateur officiel appelé « MSXPLAYer ». C’est le seul émulateur MSX officiel. Tous les droits sont maintenus par l’association MSX.
Nintendo Japon a annoncé en 2006 et confirmé en février 2007 que des jeux MSX seront disponibles sur la Console virtuelle de la Wii à partir de l’été 2007 au Japon.